# Paris-Roubaix 1907
Paris-Roubaix din 1907 a fost a 12-a ediție a Paris-Roubaix, o cursă clasică de ciclism de o zi din Franța. Evenimentul a avut loc pe 31 martie 1907 și s-a desfășurat pe o distanță de 270 de kilometri de la Paris până la velodromul din Roubaix. Câștigătorul a fost Georges Passerieu din Franța.

## Rezultate
| Loc | Ciclist                    | Timp       |
| --- | -------------------------- | ---------- |
| 1   | Georges Passerieu (FRA)    | 8h 45' 00" |
| 2   | Cyrille Van Hauwaert (BEL) | +1' 00"    |
| 3   | Louis Trousselier (FRA)    | +3' 00"    |
| 4   | Gustave Garrigou (FRA)     | +4' 30"    |
| 5   | Augustin Ringeval (FRA)    | +5' 00"    |
| 6   | Emile Georget (FRA)        | +15' 00"   |
| 7   | Léon Georget (FRA)         | +21' 00"   |
| 8   | Henri Cornet (FRA)         | +28' 00"   |
| 9   | François Faber (LUX)       | +39' 00"   |
| 10  | Pierre Privat (FRA)        | +40' 00"   |